# Liga Mayor 1945-46
La Temporada 1945-46 fue la edición III del campeonato de la Liga Mayor en la denominada "época profesional" del fútbol mexicano; Comenzó el 19 de agosto y finalizó el 16 de junio.
El torneo se desarrolló a partidos de visita recíproca por lo que cada club jugó 30 partidos, donde a la postre salió campeón el Veracruz superando por 3 puntos al Atlante. En este certamen debutaron por invitación al máximo circuito: Monterrey, Tampico y San Sebastián.

## Sistema de competencia
Los dieciséis participantes disputan el campeonato bajo un sistema de liga, es decir, todos contra todos a visita recíproca; con un criterio de puntuación que otorga dos unidades por victoria, una por empate y cero por derrota. El campeón sería el club que al finalizar el torneo haya obtenido la mayor cantidad de puntos, y por ende se ubique en el primer lugar de la clasificación. 
En caso de concluir el certamen con dos equipos empatados en el primer lugar, se procedería a un partido de desempate entre ambos conjuntos en una cancha neutral predeterminada al inicio del torneo; de terminar en empate dicho duelo, se realizará uno extra, y de persistir la igualdad en este, se alargaría a la disputa de dos tiempos extras de 30 minutos cada uno, y posteriormente a un nuevo encuentro hasta que se produjera un ganador.
En caso de que el empate en el primer lugar fuese entre más de dos equipos, se realizaría una ronda de partidos entre los involucrados, con los mismos criterios de puntuación, declarando campeón a quien liderada esta fase al final.
Para el resto de las posiciones que no estaban involucradas con la disputa del título, su ubicación, en caso de empate, se definía por medio del criterio de gol average o promedio de goles, y se calculaba dividiendo el número de goles anotados entre los recibidos.

## Equipos participantes

### Equipos por entidad federativa
En la temporada 1945-1946 jugaron 16 equipos que se distribuían de la siguiente forma:
| Oro Atlas Guadalajara León San Sebastián España Puebla Veracruz Moctezuma Monterrey ADO América Atlante Marte Asturias Tampico | \| Entidad Federativa \| N.º \| Equipos \| \| ------------------ \| --- \| ----------------------------------------- \| \| Distrito Federal \| 5 \| América, Asturias, Atlante, España, Marte \| \| Jalisco \| 3 \| Atlas, Oro y Guadalajara \| \| Veracruz \| 3 \| ADO, Moctezuma y Veracruz \| \| Guanajuato \| 2 \| León y San Sebastián \| \| Nuevo León \| 1 \| Monterrey \| \| Puebla \| 1 \| Puebla \| \| Tamaulipas \| 1 \| Tampico \| |                                           |
| Entidad Federativa | N.º | Equipos                                   |
| Distrito Federal | 5 | América, Asturias, Atlante, España, Marte |
| Jalisco | 3 | Atlas, Oro y Guadalajara                  |
| Veracruz | 3 | ADO, Moctezuma y Veracruz                 |
| Guanajuato | 2 | León y San Sebastián                      |
| Nuevo León | 1 | Monterrey                                 |
| Puebla | 1 | Puebla                                    |
| Tamaulipas | 1 | Tampico                                   |

### Información de los equipos participantes
| \| Equipo \| Sede \| Estadio \| En Primera desde... \| \| ------------------- \| --------------------- \| ---------------------------- \| ------------------- \| \| ADO (ADO) \| Orizaba, Veracruz \| Parque CIDOSA \| 1943 \| \| América (AME) \| Ciudad de México \| Parque Asturias \| 1943 \| \| Asturias (AST) \| Ciudad de México \| Parque Asturias \| 1943 \| \| Atlante (ATT) \| Ciudad de México \| Parque Asturias \| 1943 \| \| Atlas (ATL) \| Guadalajara, Jalisco \| Parque Oblatos \| 1943 \| \| España (ESP) \| Ciudad de México \| Parque Asturias \| 1943 \| \| Guadalajara (GDL) \| Guadalajara, Jalisco \| Parque Oblatos \| 1943 \| \| León (LEO) \| León, Guanajuato \| Enrique Fernández Martínez \| 1944 \| \| Marte (MAR) \| Ciudad de México \| Parque Asturias \| 1943 \| \| Moctezuma (MOC) \| Orizaba, Veracruz \| Moctezuma \| 1943 \| \| Monterrey (MTY) \| Monterrey, Nuevo León \| Parque Cuauhtémoc \| 1945 \| \| Oro (ORO) \| Guadalajara, Jalisco \| Parque Oblatos \| 1944 \| \| Puebla (PUE) \| Puebla, Puebla \| Parque El Mirador \| 1944 \| \| San Sebastián (SST) \| León, Guanajuato \| La Martinica \| 1945 \| \| Tampico (TAM) \| Tampico, Tamaulipas \| Parque España \| 1945 \| \| Veracruz (VER) \| Veracruz, Veracruz \| Parque Deportivo Veracruzano \| 1943 \| |                       |                              |                     |
| Equipo | Sede                  | Estadio                      | En Primera desde... |
| ADO (ADO) | Orizaba, Veracruz     | Parque CIDOSA                | 1943                |
| América (AME) | Ciudad de México      | Parque Asturias              | 1943                |
| Asturias (AST) | Ciudad de México      | Parque Asturias              | 1943                |
| Atlante (ATT) | Ciudad de México      | Parque Asturias              | 1943                |
| Atlas (ATL) | Guadalajara, Jalisco  | Parque Oblatos               | 1943                |
| España (ESP) | Ciudad de México      | Parque Asturias              | 1943                |
| Guadalajara (GDL) | Guadalajara, Jalisco  | Parque Oblatos               | 1943                |
| León (LEO) | León, Guanajuato      | Enrique Fernández Martínez   | 1944                |
| Marte (MAR) | Ciudad de México      | Parque Asturias              | 1943                |
| Moctezuma (MOC) | Orizaba, Veracruz     | Moctezuma                    | 1943                |
| Monterrey (MTY) | Monterrey, Nuevo León | Parque Cuauhtémoc            | 1945                |
| Oro (ORO) | Guadalajara, Jalisco  | Parque Oblatos               | 1944                |
| Puebla (PUE) | Puebla, Puebla        | Parque El Mirador            | 1944                |
| San Sebastián (SST) | León, Guanajuato      | La Martinica                 | 1945                |
| Tampico (TAM) | Tampico, Tamaulipas   | Parque España                | 1945                |
| Veracruz (VER) | Veracruz, Veracruz    | Parque Deportivo Veracruzano | 1943                |

## Clasificación final
| Pos. | Equipo        | Pts. | PJ | G  | E | P  | GF  | GC  | Dif. |  |
| ---- | ------------- | ---- | -- | -- | - | -- | --- | --- | ---- |  |
| 1    | Veracruz (C)  | 45   | 30 | 20 | 5 | 5  | 105 | 52  | +53  |  |
| 2    | Atlante       | 42   | 30 | 20 | 2 | 8  | 121 | 80  | +41  |  |
| 3    | Puebla        | 38   | 30 | 17 | 4 | 9  | 85  | 48  | +37  |  |
| 4    | Oro           | 38   | 30 | 17 | 4 | 9  | 83  | 61  | +22  |  |
| 5    | León          | 38   | 30 | 17 | 4 | 9  | 58  | 40  | +18  |  |
| 6    | Moctezuma     | 33   | 30 | 15 | 3 | 12 | 85  | 69  | +16  |  |
| 7    | Real España   | 32   | 30 | 15 | 2 | 13 | 91  | 68  | +23  |  |
| 8    | Atlas         | 31   | 30 | 13 | 5 | 12 | 71  | 69  | +2   |  |
| 9    | ADO           | 30   | 30 | 14 | 4 | 12 | 49  | 52  | −3   |  |
| 10   | Asturias      | 28   | 30 | 12 | 4 | 14 | 71  | 74  | −3   |  |
| 11   | Guadalajara   | 27   | 30 | 11 | 5 | 14 | 60  | 64  | −4   |  |
| 12   | Marte         | 25   | 30 | 9  | 7 | 14 | 67  | 87  | −20  |  |
| 13   | Tampico       | 21   | 30 | 9  | 3 | 18 | 61  | 97  | −36  |  |
| 14   | América       | 19   | 30 | 7  | 5 | 18 | 71  | 101 | −30  |  |
| 15   | San Sebastián | 15   | 30 | 5  | 5 | 20 | 46  | 87  | −41  |  |
| 16   | Monterrey     | 14   | 30 | 5  | 4 | 21 | 58  | 133 | −75  |  |

 Fuente: [cita requerida]
Notas:
1. ↑  Se le redujeron 2 puntos al ADO.

### Resultados
| Local \ Visitante | ADO | AME | AST | ATT  | ATL | ESP | GUA | LEO | MAR | MOC | MON  | ORO | PUE | SAS | TAM | VER |
| ----------------- | --- | --- | --- | ---- | --- | --- | --- | --- | --- | --- | ---- | --- | --- | --- | --- | --- |
| ADO               | —   | 5–1 | 0–2 | 1–4  | 2–0 | 3–1 | 1–0 | 0–1 | 3–2 | 1–3 | 5–2  | 1–3 | 1–1 | 0–1 | 1–0 | 0–1 |
| América           | 1–1 | —   | 0–4 | 5–5  | 3–3 | 2–2 | 4–6 | 2–5 | 2–3 | 2–5 | 1–2  | 1–2 | 1–4 | 3–1 | 6–2 | 5–7 |
| Asturias          | 1–2 | 2–3 | —   | 2–3  | 5–1 | 1–7 | 2–2 | 1–0 | 2–3 | 3–1 | 6–5  | 2–3 | 2–1 | 1–0 | 1–2 | 1–3 |
| Atlante           | 3–3 | 4–2 | 4–1 | —    | 5–3 | 3–2 | 5–0 | 1–3 | 3–1 | 6–2 | 10–4 | 5–3 | 3–0 | 9–2 | 4–3 | 2–5 |
| Atlas             | 1–2 | 6–3 | 5–5 | 4–2  | —   | 1–0 | 2–0 | 2–1 | 3–1 | 3–1 | 6–4  | 2–0 | 1–4 | 3–1 | 5–1 | 2–2 |
| España            | 1–2 | 3–4 | 5–4 | 4–1  | 4–3 | —   | 4–2 | 1–2 | 3–2 | 4–6 | 10–1 | 1–1 | 3–1 | 5–2 | 2–3 | 2–3 |
| Guadalajara       | 2–3 | 4–2 | 2–1 | 3–5  | 1–1 | 1–2 | —   | 1–0 | 2–1 | 1–0 | 9–2  | 1–2 | 1–3 | 3–0 | 3–1 | 1–2 |
| León              | 2–1 | 5–0 | 0–2 | 3–2  | 4–0 | 0–1 | 1–1 | —   | 4–1 | 2–0 | 2–1  | 5–3 | 1–0 | 2–1 | 1–2 | 1–1 |
| Marte             | 1–2 | 5–3 | 1–1 | 1–6  | 1–1 | 2–9 | 3–3 | 0–3 | —   | 5–0 | 7–1  | 3–2 | 1–1 | 4–3 | 4–1 | 2–4 |
| Moctezuma         | 4–1 | 0–1 | 1–4 | 6–3  | 2–4 | 4–2 | 3–2 | 5–1 | 4–1 | —   | 6–0  | 7–0 | 2–1 | 6–1 | 4–1 | 3–2 |
| Monterrey         | 3–2 | 2–5 | 4–5 | 2–4  | 2–5 | 1–2 | 1–1 | 0–1 | 5–3 | 2–2 | —    | 2–2 | 1–1 | 1–0 | 0–2 | 2–4 |
| Oro               | 7–1 | 3–2 | 3–1 | 1–3  | 3–2 | 3–1 | 0–2 | 4–2 | 1–2 | 3–3 | 5–3  | —   | 1–0 | 8–2 | 5–3 | 0–0 |
| Puebla            | 0–1 | 2–0 | 3–3 | 6–0  | 2–0 | 5–4 | 4–3 | 4–0 | 8–0 | 5–1 | 7–0  | 0–6 | —   | 4–2 | 5–1 | 3–1 |
| San Sebastián     | 0–0 | 1–1 | 3–4 | 2–4  | 1–0 | 0–1 | 2–0 | 1–1 | 2–2 | 3–1 | 2–3  | 1–3 | 2–4 | —   | 2–2 | 5–3 |
| Tampico           | 4–2 | 5–3 | 2–0 | 3–10 | 3–2 | 1–2 | 1–2 | 1–4 | 1–1 | 3–3 | 4–2  | 1–5 | 3–5 | 2–3 | —   | 0–6 |
| Veracruz          | 0–2 | 2–3 | 5–2 | 3–2  | 4–0 | 4–3 | 6–1 | 1–1 | 4–4 | 3–2 | 14–0 | 3–1 | 7–0 | 5–3 | 4–3 | —   |

*El equipo de la línea vertical hace de local.

### Récord de Goles
Atlante impone récord histórico al anotar 121 goles en un Torneo de Liga.
 Veracruz tiene el registro de la mayor goleada en la historia de la Primera División al derrotar 14-0 a Monterrey el 26 de mayo de 1946

### Campeón
|                              |
| Veracruz Campeón 1er título. |

## Máximos goleadores
| Nombre                    | Club      | Goles |
| ------------------------- | --------- | ----- |
| Isidro Lángara            | España    | 40    |
| Rafael Meza               | Atlante   | 30    |
| Atilio Mellone            | Oro       | 29    |
| Raúl Felipe Altuve        | Tampico   | 27    |
| Horacio Casarín           | Atlante   | 26    |
| Jorge Enrico              | Veracruz  | 25    |
| Ricardo 'Changa' Álvarez  | Puebla    | 25    |
| Antonio Funes             | Marte     | 25    |
| Raimundo 'Pelón' González | Veracruz  | 24    |
| Alberto 'Caballo' Mendoza | León      | 24    |
| Octavio 'Pulga' Vial      | América   | 24    |
| Norberto Pairoux          | Atlas     | 22    |
| Mateu Nicoláu             | Atlante   | 21    |
| José Menéndez             | Asturias  | 21    |
| Emilio Baldonedo          | Monterrey | 20    |
| Hernán Cabalceta          | América   | 19    |